# Die Zwangsjacke
Die Zwangsjacke (Originaltitel: Strait-Jacket) ist ein US-amerikanischer Kriminalfilm aus dem Jahr 1964 mit Joan Crawford, der Elemente des Horrorfilms enthält. Regie führte William Castle. Die Mitwirkung in diesem Film demontierte das Ansehen von Joan Crawford als ernstzunehmende Schauspielerin nachhaltig und brachte ihr in der Folgezeit nur noch Auftritte in B-Filmen.

## Handlung
Die fünfundzwanzigjährige Lucy Harbin kehrt eines Tages früher von der Arbeit zurück und findet ihren Ehemann Frank im Bett mit einer anderen Frau. Aus Wut greift sie nach einer Axt und schlägt den beiden Ehebrechern den Kopf ab. Ihre dreijährige Tochter Carol beobachtet die Tat. Ein Gericht verurteilt Lucy, den Rest ihres Lebens in der geschlossenen Psychiatrie zu verbringen. 
Nach zwanzig Jahren wird Lucy wider Erwarten als geheilt entlassen und steht ohne Vorankündigung vor ihrer Tochter. Carol hat mittlerweile Erfolg als Bildhauerin und ist mit dem jungen, attraktiven Millionär Michael Fields verlobt. Zu Lucys Überraschung ist Carol erfreut, ihre Mutter wiederzusehen. Überglücklich geht Lucy auf die etwas seltsame Bitte ihrer Tochter ein, sich wieder in die junge Frau vor zwanzig Jahren zu verwandeln. Sie trägt eine schwarze Perücke, hautenge Kleider und Schichten von Make-up, um die Illusion perfekt zu machen. Allerdings treten bald massive Zweifel auf, ob Lucy wirklich geheilt ist. Sie flirtet ohne Hemmungen mit dem Jahrzehnte jüngeren Michael und macht dessen Eltern eine Szene, als diese sie nach den dunklen Vorkommnissen in der Vergangenheit befragen wollen. Carol spielt mit dem Gedanken, die eigene Mutter wieder einweisen zu lassen. 
Doch ehe es dazu kommt, wird Lucys Arzt mit einer Axt erschlagen. Alle Verdachtsmomente weisen auf Lucy, die immer mehr an ihrem Verstand zu zweifeln beginnt. Es kommt zu einer dramatischen Szene, als Mr. Fields, der der Ehe zwischen seinem Sohn und der Tochter einer Axtmörderin ablehnend gegenübersteht, mitten in der Nacht in Stücke gehauen wird. Seine Frau kommt hinzu, als eine weibliche Gestalt, die aussieht wie Lucy, auch sie mit dem Beil bedroht. Im letzten Moment kann die echte Lucy die Tat verhindern und die wahre Mörderin enthüllen: Es ist Carol, die in den letzten zwanzig Jahren langsam, aber sicher dem Wahnsinn verfallen ist. Lucy ist tief erschüttert und beschließt, ihrer Tochter in die Psychiatrie zu folgen, um dort für sie zu sorgen.

## Hintergrund
Joan Crawford verabschiedete sich 1957 trotz einer Vielzahl von Angeboten von der Leinwand, um sich ganz den Belangen des Getränkekonzerns Pepsi zu widmen, nachdem sie 1955 dessen Aufsichtsratsvorsitzenden Alfred Steele geheiratet hatte. Als Steele völlig überraschend 1959 verstarb, hinterließ er Crawford Schulden in Millionenhöhe. Die Schauspielerin war mehr oder weniger gezwungen, wieder Filmangebote anzunehmen, um die Verbindlichkeiten abzutragen. Das Come-Back in Alle meine Träume brachte ihr 1959 eine stattliche Gage und weitere Angebote. Unter der Vielzahl von Projekten entschied sich Crawford am Ende für die Zusammenarbeit mit Robert Aldrich und Bette Davis in Was geschah wirklich mit Baby Jane? Die makabere Geschichte um zwei Schwestern, die in einer Hassbeziehung aneinander gekettet sind, brachte den Stars zwar viel Geld ein, da sie prozentual an den Einspielergebnissen beteiligt waren. Insgesamt ruinierte der Erfolg jedoch auf lange Sicht die Karrieren der beiden Schauspielerinnen dauerhaft.
Aufgrund einer Erkrankung von Joan Crawford zerschlugen sich zunächst die Pläne für eine erneute Zusammenarbeit mit Bette Davis in dem Film Wiegenlied für eine Leiche. Ein Zufall brachte die Schauspielerin daraufhin in Kontakt mit William Castle, einen Produzenten von B-Filmen. Castle wollte von dem Trend profitieren, weibliche Schauspielerinnen aus der Glanzzeit von Hollywood, deren Ruhm jedoch am Schwinden war, in billig hergestellten Gruselfilmen, die mitunter die Grenzen zum Horrorfilm überschritten, zu präsentieren. Gemeinsam mit Joan Blondell sollte ein Originaldrehbuch von Robert Bloch, dem Autor von Psycho, verfilmt werden. Unmittelbar vor Drehbeginn verletzte sich Blondell bei einem Sturz durch eine Glastür und musste ihre Mitwirkung absagen. Joan Crawford akzeptierte die Rolle für eine Gage von lediglich 50.000 US-Dollar sowie eine Umsatzbeteiligung in Höhe von 15 Prozent.
Allerdings verlangte Crawford umfangreiche Änderungen im Drehbuch. So musste das Alter von Lucy Harbin zum Zeitpunkt der Morde auf 25 herabgesetzt werden. Crawford konnte so im Film, obwohl selber schon 60, eine 45-jährige darstellen. Gleichzeitig bestand die Schauspielerin, die seit einigen Jahren im Aufsichtsrat von Pepsi saß, auf massive Produktplatzierung. In einigen Szenen werden Pepsiflaschen und Pepsi-Getränkeautomaten in die Handlung eingebaut. Die Rolle von Lucys behandelndem Arzt wurde von Mitchell Cox, damals Vize-Präsident des Vorstandes von Pepsi, gespielt.
Auf lange Sicht erwies sich der Auftritt in Die Zwangsjacke für Joan Crawford als fatal. In den folgenden Jahren bekam sie nur noch Angebote für Auftritte in makaberen, kostengünstig produzierten B-Filmen, die die Grenzen des guten Geschmacks in ihrer graphischen Darstellung von Gewalt, Misshandlung und billigen Schockeffekten nicht selten überschritten. Das Renommee von Crawford als ernsthafter Schauspielerin erlitt durch diese Auftritte großen Schaden.

## Kinoauswertung
Mit Einnahmen aus dem US-Markt in Höhe von 2.400.000 US-Dollar erwies sich der Film als profitabel und relativ erfolgreich.

## Kritiken
Die zeitgenössischen Kritiker schwankten zwischen Entsetzen über die Minderwertigkeit der Rolle und dem Bedauern, dass Joan Crawford ihr Talent verschwenden würde.
Bosley Crowther blieb in der New York Times bei seiner gewohnt abfälligen Art gegenüber Joan Craword:

„Joan Crawford hat in ihrer Karriere schon etliche Fehlentscheidungen getroffen, sogar einige sehr schlimme, doch die Abstand schlimmste Fehlentscheidung ist ‚Die Zwangsjacke‘ […] Die Geschichte ist absolut unbrauchbar, sowohl psychologisch wie auch dramaturgisch und William Castles Regie und Produktion ist von der billigsten und schäbigsten Sorte. Die einzig denkbaren Zuschauer für diese Form von melodramatischem Mist sind Menschen mit einer Vorliebe für widerliche Gewalt (von der es reichlich gibt) und billigen Schockeffekten.“

Judith Crist, die Kritikerin der New York Herald Tribune fand dagegen sogar noch Lob für Crawford:

„‚Strait-Jacket‘ sollte besser ‚Was geschah mit Baby Monster?‘ genannt werden und damit haben Sie auch schon den entscheidenden Hinweis. [Der Film] beweist, dass der Blitz niemals zweimal an derselben Stelle einschlägt und es ist an der Zeit ist, Joan Crawford zu retten vor diesen billigen, selbstgeschneiderten Horror-B-Filmen und sie zurückbringen in die Haute-Couture. Miss Crawford, das müssen Sie wissen, ist eine Klasse für sich.“